# Les Filles du ciel
Les Filles du ciel (Star Maidens) est une série télévisée anglo-germanique en treize épisodes de 25 minutes créée par Charles Pym, produite par Portman Productions et diffusée entre le 1er septembre et le 1er décembre 1976 sur ITV et sur ZDF en Allemagne. La série a été partiellement financée par une société allemande, Werbung im Rundfunk.
Au Québec, la série a été diffusée à partir du 20 juin 1978 à la Télévision de Radio-Canada, ainsi que sur Télé Luxembourg (RTL Télévision - après l'émission La Bonne Franquette du 12 au 27 mars 1979).

## Synopsis
Expulsée de son orbite autour de Proxima Centauri par un cataclysme naturel, la planète Medusa arrive dans le système solaire et se place en orbite autour du soleil. Les habitants ont survécu dans des abris souterrains dans lesquels ils ont perpétué une société où les hommes sont réduits au rang d'esclaves par les femmes qui constituent la caste supérieure. Même les ordinateurs, omniprésents dans les cités de Medusa, sont mieux considérés que les mâles, éduqués dans la crainte absolue des femmes. Deux esclaves parviennent toutefois à s'échapper et trouvent refuge sur la Terre. Là, ils sont poursuivis par les forces de sécurité de Medusa qui tentent de les récupérer. Après avoir échoué, les habitantes de Medusa kidnappent deux savants terriens et les ramènent sur leur planète pour servir de monnaie d'échange. 
La série racontent comment les Terriens découvrent (et subissent) la civilisation matriarcale de Medusa et comment les évadés de Medusa goûtent aux joies de l'égalité des sexes sur la Terre.

## Distribution
- Christiane Krüger : Octavia, chef de la sécurité
- Judy Geeson : Fulvia, conseiller suprême
- Pierre Brice : Adam
- Gareth Thomas : Shem
- Lisa Harrow (en) : Liz Becker
- Christian Quadflieg (de) : Dr Rudi Schmidt
- Dawn Addams : Président Clara
- Derek Farr (en) : Pr Evans

## Épisodes
1. Escape to Paradise
2. Nemesis
3. The Nightmare Cannon
4. The Proton Storm
5. Kidnap
6. The Trial
7. Test for Love
8. The Perfect Couple
9. What Have They Done to the Rain
10. The End of Time
11. Hideout
12. Creatures of the Mind
13. The Enemy

## Détails techniques
De nombreuses pièces de décor futuriste de cette série proviennent des stocks de tournage de la série UFO, alerte dans l'espace de Gerry Anderson. C'est particulièrement le cas dans l'épisode 13, The Enemy, où pratiquement toutes les pièces d'instrumentation à bord du vaisseau alien proviennent de UFO. Nombre de ces éléments seront d'ailleurs réutilisés ensuite dans des séries comme Timeslip, Doctor Who ou Blake's 7. De nombreux effets sonores entendus dans cette série sont également des emprunts à Cosmos 1999.

## Design
Il est difficile de nier le lien de parenté existant au niveau du design entre Star Maidens et Cosmos 1999. C'est le même designer, Keith Wilson, qui a réalisé les concepts pour les deux séries. La même palette de tons gris et beiges est largement utilisée dans la cité Meduséenne et les panneaux d'ordinateurs présentent le même style épuré de lignes blanches et noires. Le décor principal de la cité de Medusa, bâti sur deux niveaux, rappelle beaucoup celui de la salle de commande de la base lunaire Alpha. Les costumes sexy, les maquillages, les coiffures sont similaires à ceux qu'on peut voir dans Cosmos 1999, particulièrement dans des épisodes comme Le Gardien de Piri et La Mission des Dariens. Mais la ressemblance s'arrête là. En effet, tant l'histoire que l'ambiance sont très différentes dans Star Maidens.